# NGC 3537-1
NGC 3537-1 (другое обозначение — PGC 33752) — галактика в созвездии Чаши. Открыта Вильгельмом Темпелем в 1878 году.
Галактика состоит в паре с NGC 3537-2, которая имеет общее название NGC 3537. Галактики разделены расстоянием в 6 килопарсек. Наличие некоторых линий поглощения в их спектре, таких как H-альфа, Ca II и Na I, указывает на то, что в галактиках не идёт звездообразование. Лучевые скорости этих галактик отличаются на 800 км/с. Наблюдается излучение галактик в радиодиапазоне на частоте 1,4 ГГц.
В базе данных SIMBAD присутствует ошибка идентификации NGC 3537 как спиральной галактики PGC 33759, которая на самом деле уже имеет обозначение в Новом общем каталоге как NGC 3541. В свою очередь, записи NGC 3541 в SIMBAD ошибочно поставлена в соответствие галактика PGC 33772.
Этот объект входит в число перечисленных в оригинальной редакции «Нового общего каталога».